# 鳥取県道26号秋里吉方線
鳥取県道26号秋里吉方線（とっとりけんどう26ごう あきさとよしかたせん）は、鳥取県鳥取市を通る県道（主要地方道）である。

## 概要

### 路線データ
- 起点：鳥取県鳥取市秋里・鳥取大橋東詰（国道9号（国道29号・国道53号別線・国道373号別線重複）・鳥取市道2010142号江津浜坂線交点）
- 終点：鳥取県鳥取市南吉方3丁目・産業道路交差点（鳥取県道31号鳥取国府岩美線・鳥取県道323号若葉台東町線交点）
- 総延長：5.1 km

## 歴史
- 1993年（平成5年）5月11日 - 建設省から、県道秋里宮下線の一部が秋里吉方線として主要地方道に指定される[1]。
- 1994年（平成6年）3月15日 - 鳥取県告示第225号により認定[2]。
  - 前身は鳥取県道291号秋里宮ノ下線（鳥取県告示第226号により廃止）。同路線のうち鳥取市秋里・千代大橋東詰 - 鳥取市南吉方3丁目・産業道路交差点間が本路線になった。
  - 鳥取県道291号秋里宮ノ下線の残部は鳥取県道291号鳥取国府線（当該区間は2001年（平成13年）3月31日付鳥取県告示第236号により、鳥取県道31号鳥取国府岩美線に再変更[3]。）になった。
- 2010年（平成22年）3月31日 - 鳥取県告示第195号により、旧道の鳥取市行徳1丁目・千代橋東交差点 - 鳥取市天神町・産業体育館前交差点間を鳥取市に移管し、鳥取市道行徳天神町1号線（現在の鳥取市道2011594号行徳天神町線）となった[4][5]。

## 路線状況

### 重用区間
- 鳥取県道292号八坂鳥取停車場線（鳥取市扇町・鳥取駅南入口交差点 - 鳥取市富安2丁目・富安二丁目交差点）

## 地理

### 通過する自治体
- 鳥取市

### 交差する道路
| 交差する道路                                                                                 | 交差する場所 | 交差する場所          |
| -------------------------------------------------------------------------------------------- | ------------ | --------------------- |
| 国道9号 国道29号 重複 国道53号 / 別線 重複 国道373号 / 別線 重複 鳥取市道2010142号江津浜坂線 | 秋里         | 起点                  |
| 鳥取県道318号伏野覚寺線                                                                      | 安長         | 八千代橋東詰交差点    |
| 鳥取県道41号鳥取港線                                                                         | 行徳2丁目    | 千代橋東詰交差点      |
| 鳥取県道21号鳥取鹿野倉吉線 鳥取県道42号鳥取河原線 重複                                       | 幸町         | 千代大橋東詰交差点    |
| 鳥取市道2011594号行徳天神町線                                                                | 天神町       | 産業体育館前交差点    |
| 国道53号 国道373号 重複                                                                      | 天神町       | 天神町交差点          |
| 鳥取県道292号八坂鳥取停車場線 重複区間起点                                                   | 扇町         | 鳥取駅南入口交差点    |
| 鳥取県道292号八坂鳥取停車場線 重複区間終点                                                   | 富安2丁目    | 富安二丁目交差点      |
| 鳥取県道31号鳥取国府岩美線 鳥取県道323号若葉台東町線                                         | 南吉方3丁目  | 産業道路交差点 / 終点 |

### 沿線にある施設など
- 千代川